# Anna Heimrath
Anna Heimrath (* 24. November 1996) ist eine österreichische Sängerin.

## Karriere
Heimrath nahm 2017 an der 7. Staffel der Casting-Show The Voice of Germany teil und erreichte dort im Finale den 3. Platz.
Am 19. März 2021 trat sie in der österreichischen Castingshow Starmania an und qualifizierte sich mit einem „Starticket“ für das Semifinale. In der Semifinalshow am 26. März kam sie weiter ins Finale und am 30. April schied sie eine Runde vor dem großen Finale aus. Sie hatte sich für diese Show nicht beworben, sondern ihre Teilnahme wurde vom ORF angefragt.
Anna Heimrath lebt in Graz und arbeitet dort als Barista und Musikerin. Sie tritt vor allem bei Feiern aller Art auf, sich selbst mit der Gitarre begleitend.
Als Songwriterin tritt sie auch unter dem Namen „AnJosef“ auf. Im Dezember 2018 veröffentlichte sie zusammen mit dem Produzententeam welovestockholm ihre erste Single Hide & seek, die in die Top Ten der Airplay Charts kam. Im März 2020 veröffentlichte sie ihr Debüt-Album Wohnzimmer.
Am 5. April 2021 trat sie mit Raphael Meinhart bei der Styriarte auf.

## Diskografie
Alben als AnJosef
- 2020: Wohnzimmer (13. März 2020, GRIDmusic mit Universal Music)

Singles als AnJosef
- 2023: Alles was (17. November 2023, GRIDmusic mit Universal Music)
- 2023: Elefant
- 2023: 5&1
- 2022: Bestseller
- 2022: Rettungsboot
- 2022: Cinderella
- 2020: Ebbe und Flut
- 2020: Wohnzimmer
- 2019: Petite Voyage
- 2018: Hide & Seek